# Anta Sambou
Anta Sambou (24 de enero de 1994) es una deportista senegalesa que compite en lucha libre. Ganó una medalla de bronce en los Juegos Panafricanos de 2015. Ha ganado cuatro medallas en el Campeonato Africano de Lucha entre los años 2011 y 2015.

## Palmarés internacional
| Juegos Panafricanos | Juegos Panafricanos               | Juegos Panafricanos | Juegos Panafricanos |
| Año                 | Lugar                             | Medalla             | Categoría           |
| ------------------- | --------------------------------- | ------------------- | ------------------- |
| 2015                | Brazzaville (República del Congo) | Medalla de bronce   | 63 kg               |
| Campeonato Africano |                                   |                     |                     |
| Año                 | Lugar                             | Medalla             | Categoría           |
| 2011                | Dakar (Senegal)                   | Medalla de bronce   | 67 kg               |
| 2013                | Yamena ()                         | Medalla de plata    | 67 kg               |
| 2014                | Túnez (Túnez)                     | Medalla de plata    | 60 kg               |
| 2015                | Alejandría (Egipto)               | Medalla de bronce   | 63 kg               |